# Aliaksandr Tsarevich
Aliaksandr Petrovich Tsarevich  (né le 13 décembre 1986 à Minsk) est un gymnaste artistique biélorusse.
Il est médaillé d'argent en barre fixe aux Championnats d'Europe de gymnastique artistique masculine 2013 à Moscou.